# Paramelomys
Genre
Paramelomys est un genre de rongeurs de la sous-famille des Murinés de Nouvelle-Guinée.

## Liste des espèces
Ce genre comprend les espèces suivantes :
- Paramelomys gressitti Menzies, 1996
- Paramelomys levipes (Thomas, 1897)
- Paramelomys lorentzii (Jentink, 1908)
- Paramelomys mollis (Thomas, 1913)
- Paramelomys moncktoni (Thomas, 1904)
- Paramelomys naso (Thomas, 1911)
- Paramelomys platyops (Thomas, 1906)
- Paramelomys rubex (Thomas, 1922)
- Paramelomys steini (Rümmler, 1935)

## Référence
- Rümmler, 1936 : Die formen der papuanischen Muridengattung Melomys. Zeitschrift für Säugetierkunde 11 pp 247-253.